# وحدت آباد (مقاطعة فيروزآباد)
وحدت‌آباد (بالفارسية: وحدت‌آباد) هي قرية تقع في قسم خواجه‌اي الريفي في إيران. يقدر عدد سكانها بـ 853 نسمة .